# Will Blackmon
William Edwards Blackmon (Providence, 27 ottobre 1984) è un giocatore di football americano statunitense che gioca nel ruolo di cornerback per i Washington Redskins della National Football League (NFL). Fu scelto nel corso del quarto giro (115º assoluto) del Draft NFL 2006 dai Green Bay Packers. Al college ha giocato a football al Boston College.

## Carriera professionistica
Blackmon fu scelto nel corso del quarto giro del draft 2006 dai Green Bay Packers. Grazie a un suo ritorno di punt da 57 yard in touchdown e a un altro touchdown su ritorno di un fumble i Packers conquistarono il titolo della NFC North nella vittoria per 38-7 il 10 dicembre 2007 contro gli Oakland Raiders. Quelli furono i primi due touchdown della sua carriera. Will divenne solamente il quarto giocatore nella storia della NFL a segnare dal ritorno di un calcio e da uno da fumble nella stessa gara, il primo dal 1974. In 9 gare, Blackmon mise a segno 4 tackle solitari e un passaggio deviato.
Nella sua prima gara della stagione 2008 coi Packers, Blackmon ritornò un punt per 76 yard in touchdown contro i Minnesota Vikings. Per questa prestazione fu premiato come miglior giocatore degli special team della NFC della settimana.
Nella settimana 10 del 2008, sempre contro i Minnesota Vikings, Blackmon ritornò un punt per 65 yard in touchdown.
Blackmon fu svincolato dai Packers durante la stagione 2010, firmando coi New York Giants il 29 ottobre 2010. Dopo essere stato inserito in lista infortunati, i Giants tagliarono Blackmon il 2 gennaio 2011. Il successivo 23 novembre, dopo che la linea secondaria dei Giants si trovò a corto di giocatori a causa degli infortuni, ultimo dei quali quello del cornerbac Michael Coe, Blackmon rifirmò con la franchigia con cui rimase fino a fine stagione vincendo il Super Bowl XLVI contro i New England Patriots.
Nella stagione 2012, Blackmon si ritrovò senza squadra. Dopo una breve parentesi nel roster degli Arizona Rattlers della Arena Football League, il 14 febbraio 2013 firmò coi Seattle Seahawks. Il 27 agosto 2013 fu svincolato.
Il 28 agosto 2013, Blackmon firmò con i Jacksonville Jaguars. Nella prima stagione in Florida stabilì un nuovo primato personale con 40 tackle e mise a segno il primo intercetto in carriera su Andrew Luck nella gara della settimana 4 contro gli Indianapolis Colts.
Il 9 marzo 2015, Blackmon firmò per fare ritorno ai Seattle Seahawks.

## Palmarès

### Franchigia
- Super Bowl : 1

New York Giants: XLVI

### Individuale
- Giocatore degli special team della NFC della settimana: 2

## Statistiche
| Partite totali      | 66  |
| Partite da titolare | 14  |
| Tackle              | 119 |
| Sack                | 2,0 |
| Intercetti          | 1   |
| Fumble forzati      | 5   |

Statistiche aggiornate alla stagione 2014